# حشره‌خوار موریتانیایی
 حشره‌خوار موریتانیایی (نام علمی: Crocidura lusitania) نام یک گونه از سرده حشره‌خوارهای دندان‌سفید است.